# Bombový útok v Oklahoma City

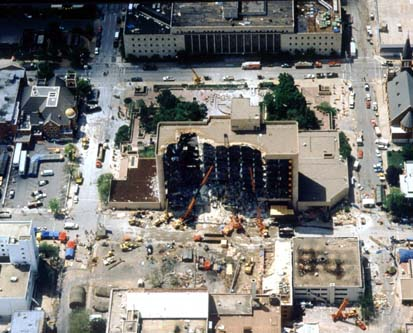
Letecký pohled na budovu Alfreda P. Murraha

Bombový útok v Oklahoma City byl teroristický útok, který se odehrál ve městě Oklahoma City v americkém státě Oklahoma dne 19. dubna 1995 přibližně v 9:03 ráno tamního času. Cílem útoku byla federální budova Alfreda P. Murraha v centru města. Tento útok si vyžádal 168 mrtvých a 853 zraněných a do 11. září 2001 to byl nejkrvavější teroristický útok na americké půdě.

## Jak k útoku došlo
Podle oficiální verze útok spáchal 26letý Timothy James McVeigh, který ráno 19. dubna zaparkoval u severní stěny federální budovy pronajaté nákladní vozidlo firmy Ryder s asi 2300 kg směsi tvořené NH4NO3, nitrometanu a dieselového paliva (výbušná směs tvořila přibližně ekvivalent 1814 kg TNT), odešel od vozidla a nálož dálkově odpálil.
McVeigh byl shodou okolností zadržen asi 2 hodiny po výbuchu dálniční policií státu Oklahoma za jízdu bez státní poznávací značky a nezákonné vlastnění zbraně. Během několika dní ve vazbě se k útokům přiznal a udal jména svých dvou kompliců, Terryho Nicholse a Michaela Fortiera. McVeigh byl shledán vinným a odsouzen k trestu smrti. Byl popraven injekcí s jedem 11. června 2001. Terry Nichols a Michael Fortier byli odsouzeni na doživotí. Nichols si jej odpykává dodnes, zatímco Fortier byl v lednu 2006 propuštěn za dobré chování a byla mu dána nová identita.

### Motiv
- McVeigh uvedl, že se chtěl pomstít za tragické ukončení obležení Waco z 19. dubna 1993.
- Další událost, která mohla být motivem k útoku v Oklahoma City, bylo obležení Ruby Ridge, Idaho, v roce 1992.

## Škody
Nálož rozervala všech 8 pater budovy v asi třetině jejího objemu. V místě před budovou, kde explodovala, vytvořila kráter 9 × 2,4 m. Z nosných pilířů A1-A9, B1-B9 budovy zkolabovaly zcela A3-A8 a B3, ostatní byly vážně narušeny. Současně exploze zničila 86 automobilů v okolí a na přilehlém parkovišti. 160 lidí zemřelo uvnitř budovy, 8 dalších v blízkém okolí.
University of Oklahoma a US Geological Survey (zařízení s možností měření otřesů půdy 6,9 resp. 25,95 km od místa výbuchu) později dodaly seizmologické záznamy. Na nich lze určit 2 rozpoznatelné otřesy, za nimiž následovala vlna otřesů (pravděpodobně vyvolaná již řítícími se fragmenty budovy).
Budova Alfreda P. Murraha byla později stržena. Na místě budovy je v současnosti pomník obětem útoku Field of Empty Chairs.

## Události po bombovém útoku
Během minut po útoku na místo přijíždí kromě policistů a hasičů také hned několik pracovníků různých speciálních skupin, kteří koordinují záchranu a ošetření raněných, vyprošťování mrtvých. Pomáhají i místní a lidé z okolí, kteří nebyli zraněni. Současně se rozbíhá policejní vyšetřování. Již pár minut po výbuchu byl na místě i speciální tým ATF, který zkoumal, zdali nejsou přítomny další nálože a z toho důvodu nepustil záchranáře do oblasti zbořené budovy. V 9:45 byl vyhlášen stav pohotovosti. Později téhož dne několik televizních stanic, přenášející živé vysílání z oblasti, dostávají potvrzeno, že tým ATF v troskách budovy zajistil dvě další nevybuchlé nálože, které byly větší než první, která způsobila stávající škody.

### Reakce prezidenta
Přibližně v 10:00 byl informován prezident Clinton, který o několik hodin později pronesl projev národu a o čtyři dny později další projev přímo v Oklahoma City. Podpora prezidentovi v dnech následující oklahomskou tragédii zaznamenala impulsivní vzestup. O několik týdnů později získal Clinton podporu pro jeho Retirement Savings and Security Act, který zostřil bezpečnostní opatření.

## Peněžní satisfakce
Oběti a pozůstalí útoků dostali z různých nadací a sbírek celkem asi 15,3 milionů dolarů. Několikrát vyšší částka putovala do rozpočtu vládních bezpečnostních a zpravodajských agentur (např. -v milionech dolarů- 27,94 pro FBI, 3,27 pro FEMA, 6,24 pro bezpečnost u soudů, 23,52 na obecné služby a administrativu).

## Záznamy z bezpečnostních kamer
Tragédii mělo zaznamenat minimálně 12 kamer (z přilehlých soukromých i státem vlastněných bezpečnostních okruhů). Tyto záznamy byly brzy zkonfiskovány agenty federálního úřadu v rámci bezpečnosti a s ohledem na probíhající vyšetřování. Zajímavostí je, že záznamy nebyly použity u soudu jako důkazní materiál při usvědčení Timothyho McVeighe z aktu terorismu.

## Následky
Útok v Oklahoma City vedl ke změnám konstrukce vládních budov v USA. Významnou renovací prošla například budova Pentagonu, díky níž se zmenšily škody během útoku 11. září 2001.